# بورگوارد بی‌ایکس۵
بورگوارد BX5 یک خودروی SUV لوکس سایز متوسط محسوب می‌شود که در واقع می‌توان به آن نسخهٔ کوچک‌تر BX7 گفت. این خودرو که دارای امکانات ارتباطی پیشرفته است برای اولین بار در نمایشگاه بین‌المللی خودروی ژنو در سال ۲۰۱۶ یک سال پس از برادر بزرگ‌ترش BX7 رونمایی شد.
این شاسی‌بلند آلمانی نیز مانند مدل BX7 موفق شد تا در سال ۲۰۱۷ برنده جایزه طراحی Red Dot Design شود.
این خودروی ۵ سرنشینه از پیشرانهٔ ۱٫۸ لیتری توربوشارژ بهره می‌برد که توانایی تولید ۱۹۰ اسب بخار را در ۵۵۰۰ دور بر دقیقه و ۲۸۰ نیوتن متر را در ۱۷۵۰ تا ۴۵۰۰ دور بر دقیقه دارد.
این خودرو از جعبه دندهٔ ۶ سرعته خودکار بهره می‌برد.
BX5 می‌تواند در مدت زمان ۸٫۵ از سکون به سرعت ۱۰۰ کیلومتر بر ساعت برسد و به حداکثر سرعت ۲۰۵ کیلومتر بر ساعت دست یابد.
مصرف سوخت این خودرو ۸٫۹ لیتر در هر ۱۰۰ کیلومتر است و همچنین از استاندارد آلایندگی یورو ۶ بهره می‌برد که نشان از سطح بالای اهمیت محیط زیست برای این کمپانی است.
سیستم انتقال قدرت بورگوارد BX5 یک گیربکس اتوماتیک تیپ ترونیک شش سرعته می‌باشد که نیرو را به صورت هوشمند به چهار چرخ خودرو انتقال می‌دهد و موجب می‌شود که چه در جاده و چه در خارج جاده احساس کمبود توان موتوری نداشته باشید.
بورگوارد BX5 پس از مدل BX7 توسط شرکت کیان موتور وارنا نمایندگی رسمی بورگوارد در ایران، به بازار کشور وارد می‌شود علاوه بر این، کیان موتور قصد دارد تا در آینده خط مونتاژ این خودرو را نیز در ایران راه بیندازد.

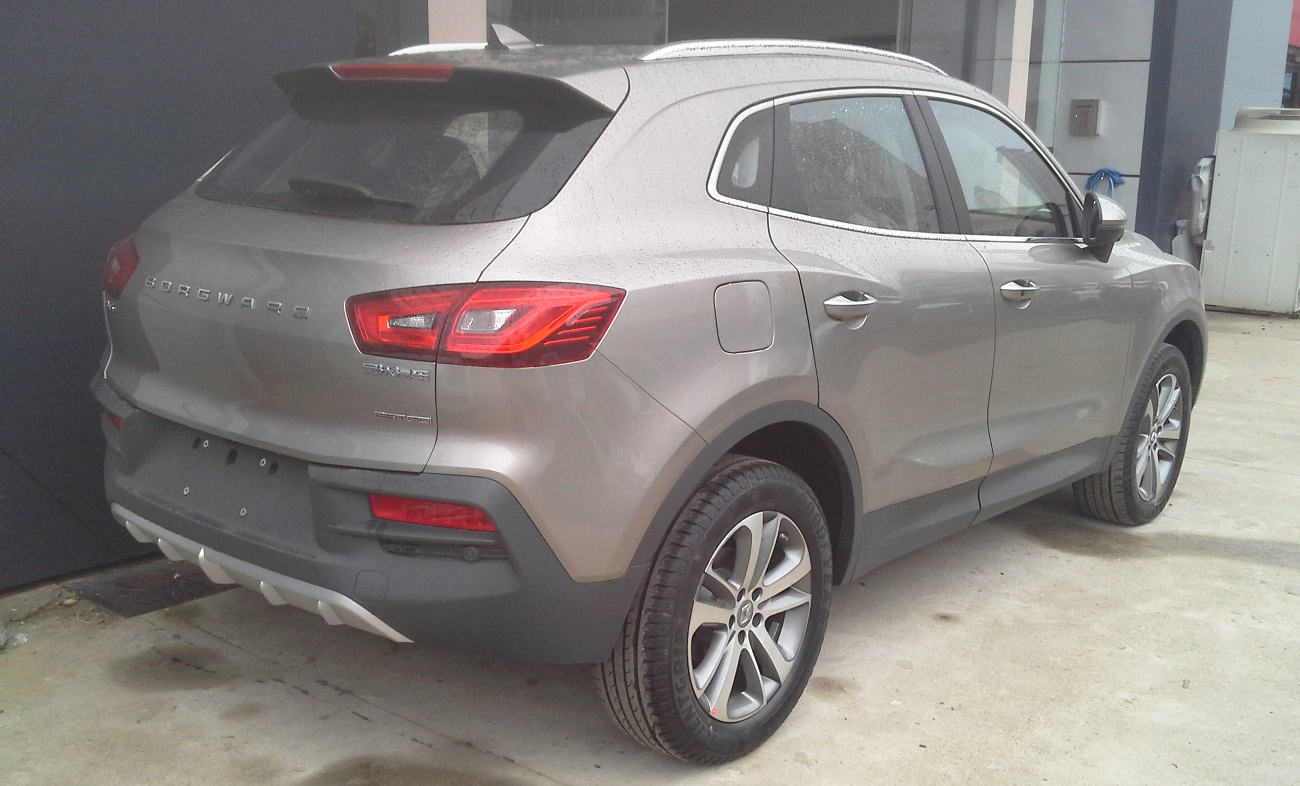
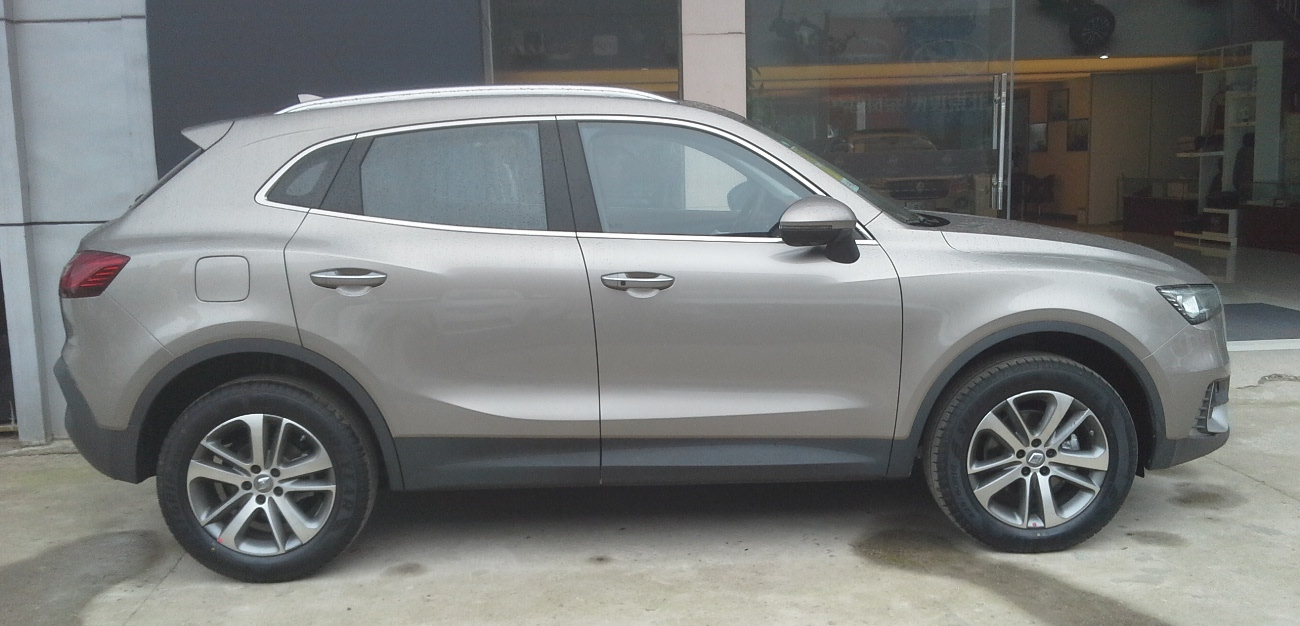
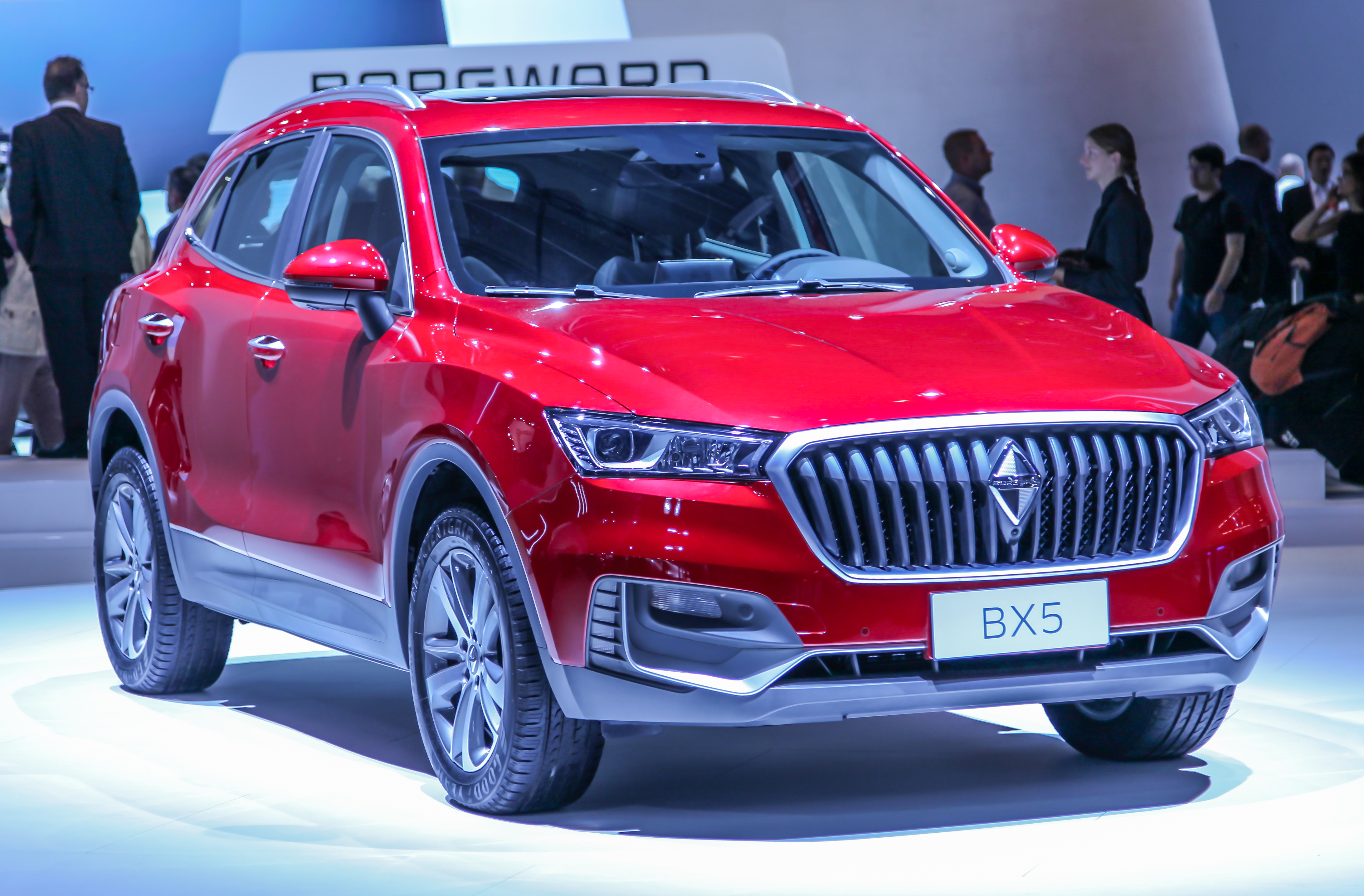
نمایشگاه بین‌المللی خودروی آلمان